# Wodka Energy

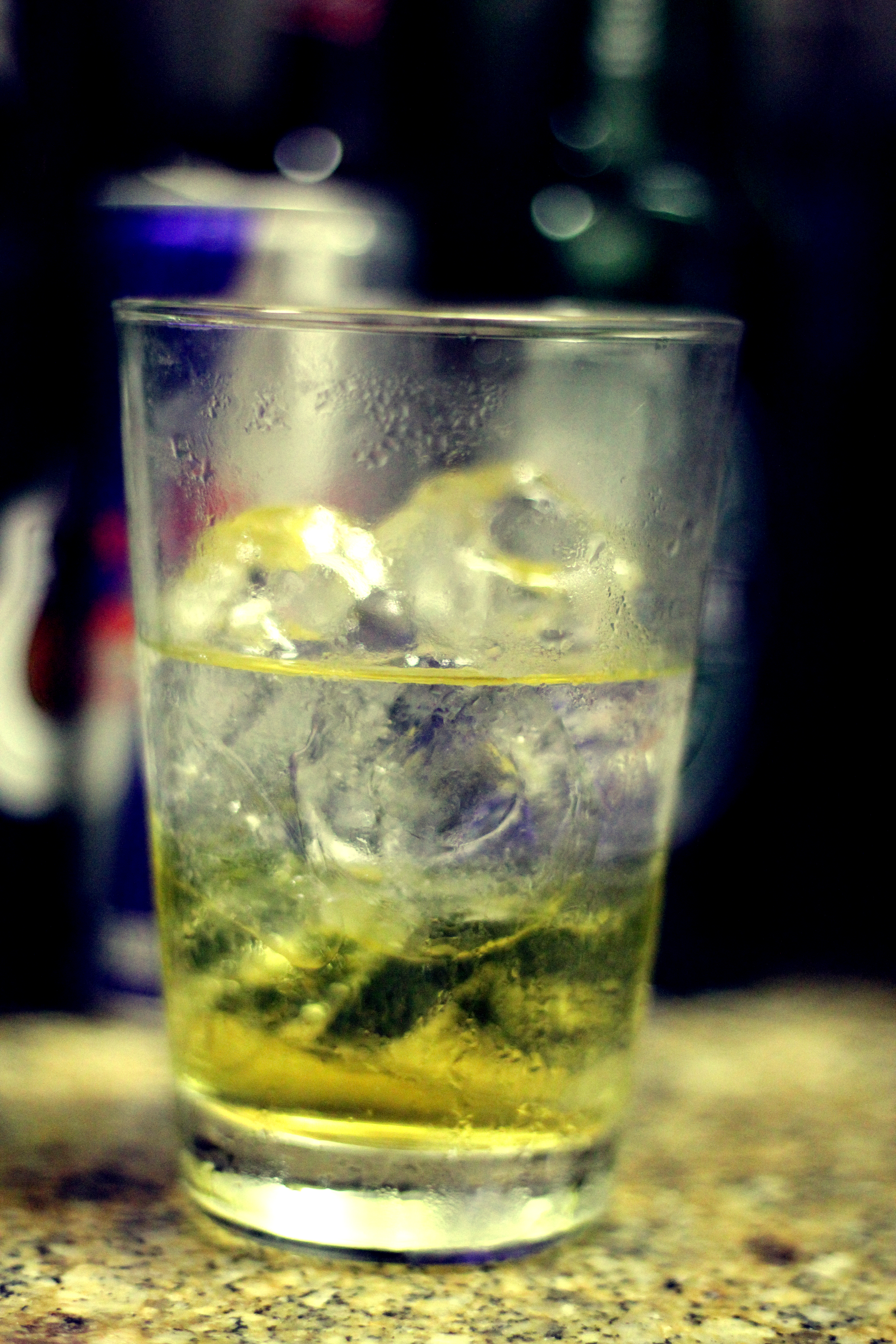
Ein Glas Wodka Energy serviert mit Eiswürfeln

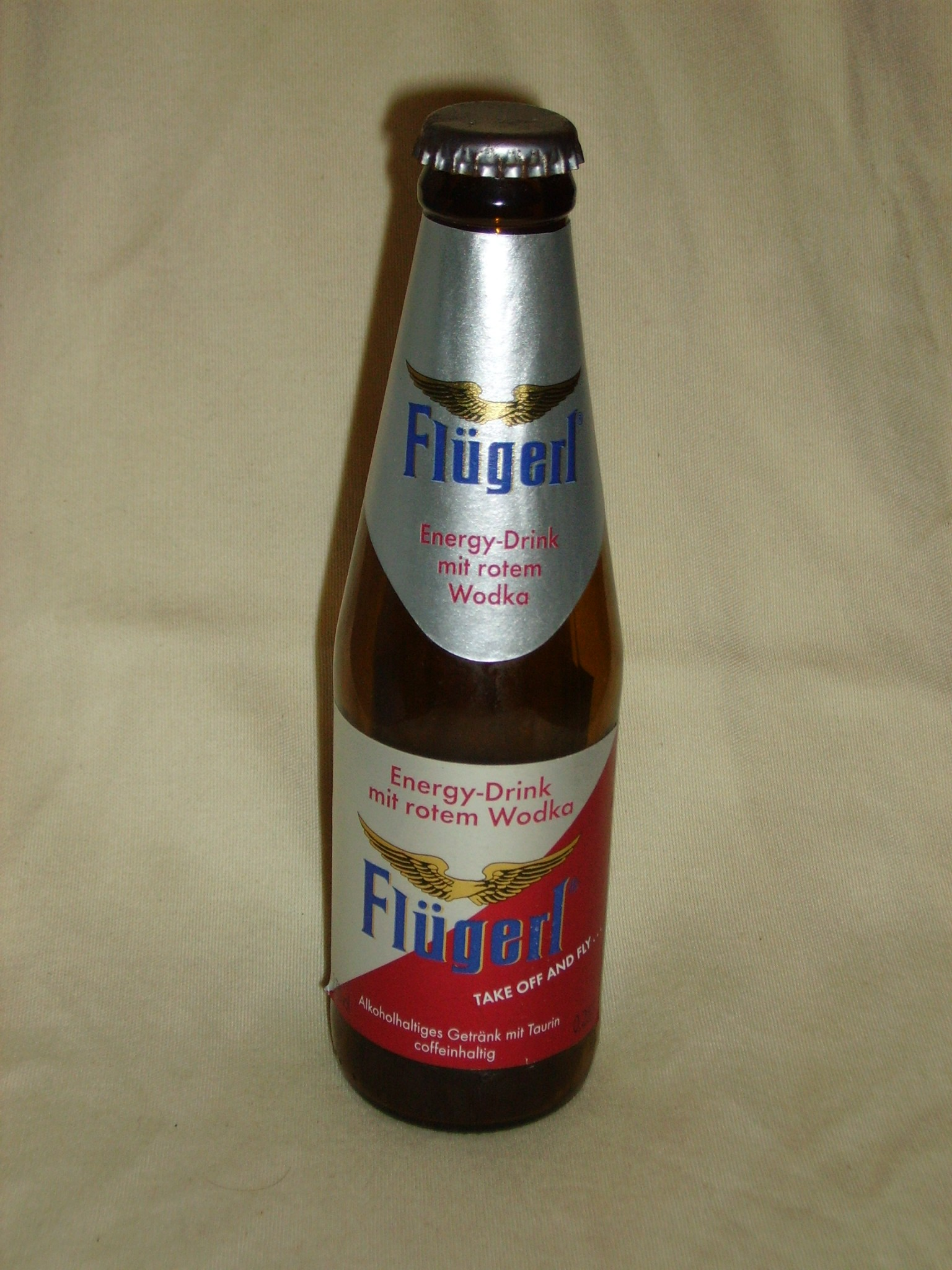
Eine Flasche Flügerl

Wodka Energy (auch Wodka-E, Ferrari oder Voddy Bull) ist ein Longdrink aus Wodka und einem Energydrink, der klassischerweise in einem Highball- oder Longdrinkglas mit oder ohne Eiswürfel serviert wird. Aufgrund der häufigen Verwendung des Energydrinks der Marke Red Bull wird das Getränk auch Wodka Red-Bull, Wodka Bull oder Flügerl (wegen des Werbeslogans Red Bull verleiht Flügel) genannt.

## Weitere Bezeichnungen
Die Bezeichnung „Gummibärli“ verweist auf den an Gummibärchen erinnernden Geschmack vieler Energydrinks, „Ferrari“ auf die Automarke Ferrari und die mit dem hohen Koffeingehalt von Energydrinks verbundene anregende Wirkung. Mittlerweile existieren auch Variationen wie das Schwarze Flügerl oder der sogenannte Black Bull mit schwarz eingefärbten Wodka. In Österreich ist die schwarze Mischung vor allem unter dem Namen Schwarzer Reiter bekannt. Die Mischung mit rot gefärbtem Wodka wird als Red-Red bezeichnet. Es sind auch Fertigmischungen im Einzelhandel erhältlich.

## Wirkung
Eine wissenschaftliche Studie aus dem Jahr 2016 konnte belegen, dass die Kombination von Alkohol mit koffeinhaltigen Energydrinks die Leistungsfähigkeit des Belohnungssystems im Gehirn dauerhaft verändert. In Tierversuchen wurden körperliche und neurochemische Effekte beobachtet, wie sie auch nach der Einnahme von Kokain auftraten, die hingegen beim Genuss von Alkohol allein oder nur Energydrinks nicht vorkommen.